# Історія Шрі-Ланки
Письмова історія Шрі-Ланки налічує понад 25 століть і є тісно пов'язаною з історією Індії.

## Давні часи
Першими людьми на Шрі-Ланці були племена культури Балангода, які переправилися на острів близько 34 тис. років тому. Перші свідчення про заселення і господарське освоєння території нинішньої Шрі-Ланки стосуються VI ст. до н. е. 

Тоді з північної Індії мігрували індо-арійські племена, на базі діалектів яких сформувалася сингальська мова. У багатьох районах острова прибульці підкорили місцеве населення. У III ст. до н.е. тут виникла рання держава сингалів зі столицею в Анурадхапурі (377 до н. е., перше Сингальське королівство). Її правитель Деванампія Тіссе прийняв буддизм.
З прийняттям буддизму й етнічною консолідацією сингалів відбувається централізація політичної влади, що затвердилася в Анурадхапурі. Династія, що влаштувалася в цьому місті, підпорядкувала собі весь острів, його територія була розділена на ряд адміністративних одиниць, куди були направлені урядові чиновники. Ядром держави стала область Раджарата, яка охоплювала північні і північно-центральні райони і управлялася безпосередньо з Анурадхапури. Раджарата була найбільш густонаселеною і найрозвиненішою в економічному відношенні частиною країни.

## Середньовіччя
Південні і південно-західні райони складали адміністративну область Рухунарата, на чолі якої, як правило, стояв спадкоємець престолу. Третя область Дакхинадеса, на заході острова, була обжита пізніше і знаходилася під юрисдикцією віце-короля. Територіально-адміністративний розподіл завершувався на низовому рівні селом (грамою), яким керував сільський староста. У I тисячолітті н.е. королям Анурадхапури доводилося битися з тамілами, що вторглися з південної Індії. За короткий термін тамілам вдалося захопити центральну частину країни і стати впливовою силою на острові. У 1070 р. сингали були вимушені перенести столицю своєї держави далі на схід, у місто Полоннаруву. 
При королях Анурадхапури і Полоннаруви сингали створили розвинену цивілізацію. Регулювання поверхневого стоку зіграло дуже важливу роль в розвитку поливного землеробства. Спочатку дамби зводилися на малих ріках, щоб забезпечувати водою село і живити сільські водоймища-танки. Потім дамбами стали перегороджувати великі ріки, що призвело до виникнення величезних водосховищ, з яких за допомогою каналів і навіть підземних тунелів зрошувалися поля. Поступово в області Раджарата сформувалася складна система резервуарів і зрошувальних каналів, в яку поступали атмосферні опади. Держава проводила та заохочувала іригаційні роботи і мала великий штат чиновників, що виконували різноманітні обов'язки, пов'язані з розподілом водних ресурсів. Мережа резервуарів забезпечувала існування численного сільського населення і збір великих урожаїв рису, частина якого йшла на експорт. За рахунок оподаткування рисоводів, влада отримувала основну частку прибутків і тому була зацікавлена в підвищенні врожайності основної зернової культури. Крім того, чималі грошові надходження приносила зовнішня торгівля. 
Сингальська держава активно підтримувала буддизм, виділяючи для цієї мети великі кошти. У країні функціонували численні монастирі, де ченці проводили час за вивченням буддійської теології і філософії, вивчаючи тексти мовами палі, санскрит та сингальською. Королі щедро обдаровували ці монастирі, а також будували буддійські храми й інші культові об'єкти, часто величезні за розмірами і мальовничо оформлені.
На початку XIII ст. сингальська цивілізація зазнала різкої кризи. Вже з XI ст. почастішали набіги з Південної Індії. Могутня індійська держава Чола захопила острів у 993 і утримувала його до 1070. 
Після відновлення сингальської держави вторгнення ззовні продовжувалися, виснажуючи внутрішні ресурси країни. Прибульці з Південної Індії осіли на острові і, поріднившись з сингальською королівською родиною, утворили впливову групу при дворі, яка контролювала центральну владу. Приблизно в 1215 Поланнарува була розграбована, і сингальська цивілізація змістилася на південь і південний захід від столиці. Столичні функції послідовно виконували Курунегала, Гампола, Райігама, Котте і Канді. 
У 14 ст. на півночі виникла тамільська держава, яку заснували вихідці з Південної Індії; її столицею було місто Джафна. 
Політична нестабільність призвела до деградації аграрних структур на північно-центральній рівнині. В результаті система водопостачання земель на рівнинах занепала. Мешканці були вимушені переселитися в райони незрошуваного землеробства на півдні і південному заході країни. Протягом двох століть колись родючі орні угіддя на півночі перетворилися на джунглі. 
Сингали мігрували до вологих районів на південь і південний захід і до Центральних гірських масивів. Рис, як і раніше, залишався основною культурою, але його збори були вже не такими високими. Зовнішня торгівля орієнтувалася на збут кориці, чорного перцю та інших прянощів. 
Слабкість держави стала причиною занепаду культури. Буддійські обряди зазнали сильного впливу індуїзму, а на мові та літературі сингалів відбилися контакти з тамілами. До того ж на півночі і сході острова, в ареалі розселення вихідців з Індії, переміг індуїзм, що супроводжувалося будівництвом індуїстських храмів. Для проведення в них релігійних церемоній з південної Індії прибули ченці-брахмани.

## Колонізація європейцями
Перші португальці приплили в Коломбо в 1505 р. і високо оцінили багаті ресурси і стратегічне значення острова. Вони увійшли в договірні відносини з сингальським государем в Котте в 1518 р. Політична дезінтеграція держави Котте і внутрішні війни на острові дозволили португальцям укріпити свої позиції на західному узбережжі. Завдяки перевазі у флоті і військовій техніці вони подолали опір місцевого населення і захопили територію держави Котте. Лише в Канді сингалам вдалося зберегти незалежність. У 1619 р. португальцям вдалося підкорити тамільську державу на півострові Джафна, так що під їх контроль потрапив увесь острів, за винятком центральної частини і районів на східному узбережжі. 
Португальська колоніальна влада на Цейлоні підкорялися віце-королю, резиденція якого знаходилася в Гоа (Індія). Основні адміністративні структури, успадковані від сингалів, були збережені. Вищі посади зайняли португальці, інші — лояльні по відношенню до колоніальної адміністрації сингали і таміли. Торгівля корицею і слонами була оголошена державною монополією. Португальці зайнялися також прибутковими комерційними операціями з чорним перцем і горіхами арекової пальми. 
При португальцях активну діяльність розгорнули католицькі ченці. Францисканці, єзуїти, домініканці й августинці утворили на острові свої місії, які отримували значну фінансову допомогу від португальської адміністрації. Їм часто відводили землі, що належали буддійським й індуїстським храмам. Представники сингальської земельної аристократії переходили у християнство і при хрещенні брали португальські прізвища. У багатьох приморських общинах на заході і півночі сталося масове звернення населення в католицтво. У верхніх прошарках тубільного суспільства набула поширення португальська мова. 
З початку XVII ст. голландська Ост-Індська компанія виявляла цікавість до торгівлі гвоздикою на острові і до його стратегічного положення. У 1638 р. офіційний представник цієї компанії укладає союз з кандійським правителем проти португальців, і останні до 1658 р. (після ряду битв на морі і на суші, виграних голландцями з допомогою кандійців) були вигнані з Цейлону. Голландці зуміли встановити контроль над прибережними територіями, Кандійська держава залишилася в межах Центрального масиву. 
Голландське управління Цейлоном здійснювалося через губернатора і резидента в Коломбо, які підкорялися відповідно генерал-губернатору і Раді у справах Індії в Батавії (нині Джакарта), де розміщувалася штаб-квартира колоніальних володінь Нідерландів в Азії. Коменданти в Джафнеі і Галле, підзвітні губернатору, контролювали території на півночі й півдні Цейлону. Голландці зайняли вищі адміністративні пости, але нижчі посади залишилися за сингалами і тамілами з числа тих, хто лояльно ставився до колоніальної влади. Подібно до того, як було за португальців, збереглися форми земельної власності й оподаткування. Була введена монополія на торгівлю рядом товарів. Голландці інтродукували деякі нові культури, наприклад, каву; заохочувалося також плантаційне виробництво чорного перцю, кориці, кардамону. 
За голландців на Цейлоні була створена добре організована система відправлення правосуддя. Голосні суди розмістилися в Коломбо, Джафні і Галле. Спеціальний сільський суд, Ланд Раад, розбирав позови, що поступали з сіл. Використовувалося римсько-голландське право, а на півночі застосовувалися також тамільські закони. Голландці впроваджували протестантську релігію, і цій церкві були передані багато католицьких храмів, побудованих при португальцях. При протестантських церквах стали діяти початкові школи для сингалів і тамілів з викладанням рідними мовами.

## Британська колонія (1796-1947)
Британська Ост-Індська компанія встановила контроль над приморськими районами острова в 1796 р., коли в Європі велися війни, що почалися за Великою Французькою революцією. Чиновники цієї компанії, які управляли підвладною територією з Мадраса, неуважно ставилися до традиційної системи організації сингальського суспільства. Тому в 1802 р. Цейлон був оголошений британською колонією. У 1815 р. Велика Британія, користуючись внутрішньою нестабільністю в Кандійській державі, змістила її правителя і, незважаючи на могутнє повстання 1818 р., встановила владу над островом. Британці зуміли створити мережу шляхів сполучення, які з'єднали воєдино всю країну, і поступово побудували єдину адміністративну систему. Була відмінена система феодального землеволодіння, ліквідовані всі монополії, зняті обмеження на пересування людей і товарів, що гарантувало сприятливий клімат для британських інвесторів. Земля надавалася в розпорядження комерційним сільськогосподарським підприємствам, які стали виникати на початку 1830-х років. 
Природні умови Центрального гірського масиву цілком відповідали агроекологічним вимогам ринкових культур — кави, а потім чаю і каучуконосів. Оскільки сингали не виявили бажання працювати по найму на плантаціях, були привезені таміли-кулі з Південної Індії. До кінця XIX ст. чай і каучук стали головними статтями експорту з колонії, важливе місце у вивозі зайняли також копра й інші продукти кокосової пальми. Становлення плантаційної економіки сприяло розвитку обслуговуючих галузей промисловості, транспорту, банківської сфери й інфраструктури портів. 
Комісія Коулбрука-Камерона в 1833 р. ініціювала перспективні реформи. Особливо важливим було створення законодавчої та виконавчої рад. Поширення британської системи освіти призвело до формування прошарку цейлонців, перед якими відкрилися перспективи бюрократичної і професійної кар'єри, що витікали з необхідності розширення управлінського апарату і розвитку економіки. Ця соціальна група набувала все більшого впливу. Її представників включали до законодавчої ради і місцевих органів влади, щоб покласти на них частину управлінських обов'язків. У 1920 р. були проведені вибори до вказаної ради (хоч і не загальні), а в 1924 р. було створено представницький уряд. У 1931 р. все доросле населення отримало право голосу і, згідно з конституцією Доноумора, було введене часткове самоврядування. За губернатором колонії залишався загальний нагляд, а три високопоставлені британські чиновники контролювали фінанси, дотримання законів і дії влади. 
Між місцевими лідерами і колоніальною адміністрацією була налагоджена тісна співпраця на всіх етапах конституційних перетворень. У 1919 р. з ініціативи освіченої сингальської та тамільської еліти виник Цейлонський національний конгрес, який розпався через кілька років внаслідок розбіжностей між етнічними общинами. Прийняття конституції Доноумора і співпраця цейлонських міністрів під час Другої світової війни з Лондоном спонукали колоніальну владу піти назустріч вимогам про повне самоврядування.

## Набуття незалежності (1947-1948)
У 1945 р. конституційна комісія рекомендувала надати конституційних гарантій виконання цих вимог, зберігши за метрополією відповідальність за оборону і зовнішню політику. У 1947 р. ці обмеження, запропоновані британською стороною, були зняті і, згідно з Актом про незалежність Цейлону, колонія була оголошена домініоном в 1947 р. і увійшла 4 лютого 1948 р. до британської Співдружності націй. 
Конституція незалежного Цейлону була створена за зразком англійської правової системи (Вестмінстерська модель представницької демократії). Номінально державу очолював генерал-губернатор, але виконавча влада передавалася прем'єр-міністру і його кабінету, відповідальному перед двопалатним парламентом. Першим прем'єром став Дон Стефен Сенанаяке, який зумів врахувати інтереси різних общин і верств населення і згуртувати їх провідних представників, утворивши Об'єднану національну партію (ОНП). Її загальними ідейними гаслами були лібералізм, секуляризм, індивідуалізм і підтримка приватного підприємництва. 

## Незалежна Шрі-Ланка
Коли Сенанаяке помер в 1952 р., на посаду прем'єра був призначений його син Дадлі Сенанаяке, який через два роки пішов у відставку, передавши пост своєму кузену Джону Котелавелі. Політичні й економічні важелі влади виявилися в руках нечисленної еліти, що складалася з великих землевласників і комерсантів, які отримали британську освіту. Політичну опозицію формували дві ліві партії — Партія суспільної рівності (ПСР) і Комуністична партія Цейлону.
У 1951 р. Соломон Бандаранаїке, міністр у справах місцевого самоврядування, вийшов зі складу уряду і організував Партію свободи Шрі-Ланки (ПСШЛ). На виборах 1956 р. партія Бандаранаїке перемогла, і йому було доручено створення коаліційного уряду з членів Об'єднаного народного Фронту (ОНФ), утвореного ПСШЛ і фракцією ПСР. 
Новий уряд провів ряд фундаментальних реформ відповідно до власної програми. Сингальська мова замінила англійську як єдина державна мова. Оборонний союз з Великою Британією було розірвано, її військово-морські і військово-повітряні бази на території Цейлону ліквідовані, і країна оголосила про проведення політики нейтралітету і неприєднання до блоків. Уряд активно підтримував буддійські і сингальські культурні заходи. Було створено міністерство культури. В економіці проводився курс на націоналізацію, яка торкнулася, зокрема, автобусного транспорту й інфраструктури порту Коломбо. 
Політика уряду ОНФ торкнулася інтересів різних груп населення. Новий статус сингальської мови викликав протидію з боку тамілів. Під керівництвом Федеральної партії вони почали боротьбу за визнання державною мовою тамільської. Це загострило міжобщинні розбрати і спровокувало масові заворушення в 1958 р. Виникли тертя в профспілках і конфлікти в буддійських колах. У цій обстановці політичної нестабільності і соціальної напруженості у вересні 1959 р. Бандаранаїке був убитий буддійським ченцем. 
Новим главою уряду став колишній міністр освіти Віджаянанада Даханаяке. У розпал протистояння в суспільстві він призначив парламентські вибори на квітень 1960 р. ОНП, яка при Дадлі Сенанаяке зазнала рішучого оновлення і перетворилася на провідну партію, перемогла, але не отримала абсолютної більшості в нижній палаті. Після чотиримісячних спроб забезпечити роботу уряду меншини Сенанаяке оголосив про нові вибори в липні 1960 р., які виграла ПСШЛ, реорганізована вдовою колишнього партійного лідера Сирімаво Бандаранаїке, яка і зайняла пост прем'єр-міністра. 
Другий уряд ПСШЛ продовжив реформи, розпочаті при Соломонові Бандаранаїке. Було розширено використання сингальської мови як офіційної в державних установах і судах. Курс на націоналізацію приватних підприємств поширився на такі сектори економіки, як страхування і збут нафтопродуктів. У 1964 році з метою укріпити соціальну базу ПСШЛ погодилася на коаліцію з ПСР і Комуністичною партією. Утворення коаліції викликало опозицію з боку правого крила ПСШЛ, що прискорило нові вибори в травні 1965 р. 
На виборах ОНП здобула переконливу перемогу, і Дадлі Сенанаяке знову очолив уряд. Був прийнятий курс економічного розвитку на базі заохочення приватного підприємництва і скасування імпортних обмежень. Уперше з 1956 р. таміли увійшли до складу уряду. Тамільській мові було надано офіційного статусу. ПСШЛ і група марксистських партій утворили опозиційний Об'єднаний лівий фронт (ОЛФ), при цьому примирлива політика уряду відносно тамілів використовувалася для розпалювання невдоволення, а надання пільг вітчизняному й іноземному капіталу зазнавало різкої критики. 
На виборах в травні 1970 р. ОЛФ завоював більшість депутатських місць у парламенті, отримавши близько 49% голосів, і крісло прем'єр-міністра знову зайняла Бандаранаїке. 
Отримавши мандат на кардинальні перетворення, уряд ОЛФ помітно посилив державний контроль над торгівлею і промисловістю. Однак спроби побудови соціалістичного суспільства наштовхнулися на серйозні економічні труднощі, викликані дефіцитом платіжного балансу, збільшенням зовнішньої заборгованості, необхідністю фінансувати дорогу програму соціального забезпечення і субсидувати продаж зерна населенню. У березні 1971 р. Бандаранаїке ввела в країні надзвичайний стан, що призвело до обмеження багатьох цивільних свобод. Відразу після цього сингальські студенти і безробітні випускники вищих навчальних закладів, члени Фронту народного звільнення, спробували організувати заколоти в багатьох частинах країни. Заворушення були швидко придушені за допомогою зброї, яку постачали з СРСР, Великої Британії, Індії та інших країн. Надзвичайний стан зберігався до 1977 року. 
Тим часом політика уряду змістилася лівіше: в 1972 р. почалася земельна реформа, а в 1975 р. були націоналізовані чайні плантації, що належали іноземним компаніям. За новою конституцією, прийнятою 22 травня 1972 р., Цейлон був перейменований на Соціалістичну Республіку Шрі-Ланка. Уряд очолила Бандаранаїке, а останній генерал-губернатор Вільям Гопаллава став президентом. Однак незабаром ОЛФ почав розвалюватися. У 1975 р. представники ПСР вийшли зі складу уряду, а в 1976 році коаліцію покинули комуністи. Позбавившись підтримки більшості депутатів у парламенті, Бандаранаїке була вимушена призначити загальні вибори на липень 1977 р. — на два роки пізніше, ніж передбачалося конституційними нормами. 
Перемогу на виборах цього разу отримала ОНП. Згідно з прийнятою в жовтні 1977 р. поправкою до конституції, президент ставав головою виконавчої влади. У лютому 1978 р. цей пост зайняв лідер ОНП прем'єр-міністр Джуніус Джаявардене. 7 вересня 1978 р. набрала чинності нова конституція, що включала поправку 1977 р.; країна отримала нову офіційну назву — Демократична Соціалістична Республіка Шрі-Ланка. 
Уряд ОНП енергійно взявся за пожвавлення економіки. З цією метою була девальвована національна валюта, зняті обмеження в сфері господарювання, отримані великі позики за кордоном й істотно збільшені державні витрати на реалізацію проектів розвитку господарства. Завдяки високим світовим цінам на чай в 1977 і 1978 рр. Шрі-Ланка швидко досягла економічного зростання і зменшення безробіття. У 1982 р. президент Джаявардене був переобраний на наступний термін, а в результаті референдуму повноваження парламенту були продовжені до 1989 р. 

### Громадянська війна (1983-)
Однак в перші тижні серпня 1983 року країну приголомшив вибух міжобщинних зіткнень, у ході яких було вбито понад 300 тамілів. Ще понад 100 тис. тамілів стали біженцями, а торгові заклади і промислові підприємства, що їм належали, були зруйновані. 
У зв'язку з тим, що тамільські повстанці спиралися на бази і центри постачання в південно-індійських штатах, уряд Індії також виявився втягнутим у конфлікт. До кінця липня 1987 р. між країнами було досягнуто угоду, за якою ланкійські війська виводилися з району Джафни і замінювалися індійськими миротворчими силами. Північну і Східну провінції Шрі-Ланки намічалося об'єднати в Тамільську автономну область, але через рік мешканцям східної провінції було запропоновано висловитися на референдумі з питання щодо автономії. Сингальські націоналісти, включаючи не тільки прихильників ДВП і ПСШЛ, але також і значну частину самої ОНП, різко виступили проти автономії, сприйнявши її як загрозу суверенітету Шрі-Ланки і відмову від територіальної цілісності країни. 
Найбільше терористичне угрупування Тигри визволення Таміл-Іламу (ТВТІ) розгорнуло бойові операції проти індійських військ, тим часом як ДВП почав терористичну кампанію проти помірно налаштованих сингалів і офіційних осіб на півдні країни. Незважаючи на серйозні втрати від акцій ДВП, 19 грудня 1988 р. пройшли президентські вибори, на яких з невеликою перевагою переміг кандидат від ОНП Ранасингхе Премадаса. У 1991 р. індійські війська залишили територію Шрі-Ланки, але громадянська війна не втихла навіть після того, як уряд Індії заборонив на своїй території діяльність ТВТІ. У серпні 1991 р. опозиційні партії спробували досягти відставки Премадаси, звинувачуючи його в корупції і зловживанні владою. Фракція ОНП, яку очолив колишній міністр внутрішніх справ Лалітх Атхулатхмудалі, підтримала вимогу щодо відставки президента. Фракція була виключена з ОНП і сформувала самостійну партію — Демократичний об'єднаний національний фронт (ДОНФ). 
У квітні 1993 р., під час кампанії підтримки кандидатів від ДОНФ на місцевих виборах, Атхулатхмудалі був убитий. Власті звинуватили в цьому ТВТІ. Опозиція поклала відповідальність на ОНП. На наступному тижні сталося вбивство Премадаси, відповідальність за яке було покладено на ТВТІ. На місцевих виборах у столичному районі ПСШЛ нанесла поразку ОНП. У травні 1993 р. парламент одностайно постановив, що віце-президент Дінгирі Банда Віджетонга буде виконувати президентські обов'язки до грудня 1994 р. У серпні 1994 р. коаліція Народний альянс на чолі з ПСШЛ перемогла на парламентських виборах, а в листопаді її кандидат Чандріка Кумаратунге була обрана президентом Шрі-Ланки. Прем'єр-міністром вона призначила свою матір Сирімаво Бандаранаїке. 
Народний альянс отримав більшість голосів виборців на виборах 1994 р. завдяки обіцянці врегулювати національний конфлікт шляхом переговорів. Однак у квітні 1995 р. ТВТІ відмовилися від дотримання перемир'я і відновили бойові дії. Урядова армія захопила півострів Джафну, основну базу повстанців, однак вони продовжують контролювати райони на півночі і сході країни.
Глава держави Дінгірі Банда Вієтунга з 1993, глава уряду Ранів Вікремасінгхе з 1993.